# Krones
Krones  est une entreprise allemande productrice de lignes pour l'embouteillage (soutirage) et le conditionnement d'aliments liquides et boissons, produits pharmaceutiques, cosmétiques et chimiques dans des bouteilles plastiques (en PET), en verre et en canettes. 
L'entreprise fabrique des machines d'étirage-soufflage pour la fabrication de bouteilles PET, des lignes d'embouteillage, des étiqueteuses, des laveuses de bouteilles, des pasteurisateurs, des dispositifs de contrôle, des machines à emballer et des palettiseurs. Ceci est complété par un système de flux de matières (logistique) et de processus pour la production de boissons (brasseries, laiteries et siroperies). Par ailleurs, des projets complets de fabrication d'usine ont été réalisés dans l'industrie des boissons.
Elle fait partie du SDAX

## Historique
Le développement de l'entreprise Krones est étroitement lié au climat de renouveau en Allemagne après la Seconde Guerre mondiale. Hermann Kronseder, le père de l'actuel Président, commença à fabriquer des étiqueteuses semi-automatiques d'après sa propre conception. Avec le succès de ses machines, la gamme a été élargie avec les machines d'ensachage et les systèmes de soutirage à partir des années 1960. En 1980, l'entreprise s'est convertie société anonyme.
Des acquisitions se sont ensuite succédé :
- 1983 : Anton Steinecker Maschinenfabrik (fabrication de salles de brassage), à Freising, en Allemagne ;
- 1988 : Zierk Maschinenbau GmbH (laveuses de bouteilles), à Flensburg, en Allemagne ;
- 1998 : Max Kettner GmbH (machines d'empaquetage), à Rosenheim, en Allemagne ;
- 2000 : Sander Hansen A/S (systèmes de pasteurisation), à Bröndby, au Danemark.

## Données institutionnelles
Le siège principal du groupe se situe à Neutraubling près de Ratisbonne en Bavière. Parmi les 12 285 employés, la majorité (9098) est employée en Allemagne. Les nouvelles machines et lignes sont exclusivement fabriquées sur les lieux de production allemands (Neutraubling, Nittenau, Flensburg, Freising et Rosenheim). L'entreprise internationale réalise plus de 80 % du chiffre d'affaires à l'étranger et est représentée par 40 filiales dans le monde entier.
Les filiales :

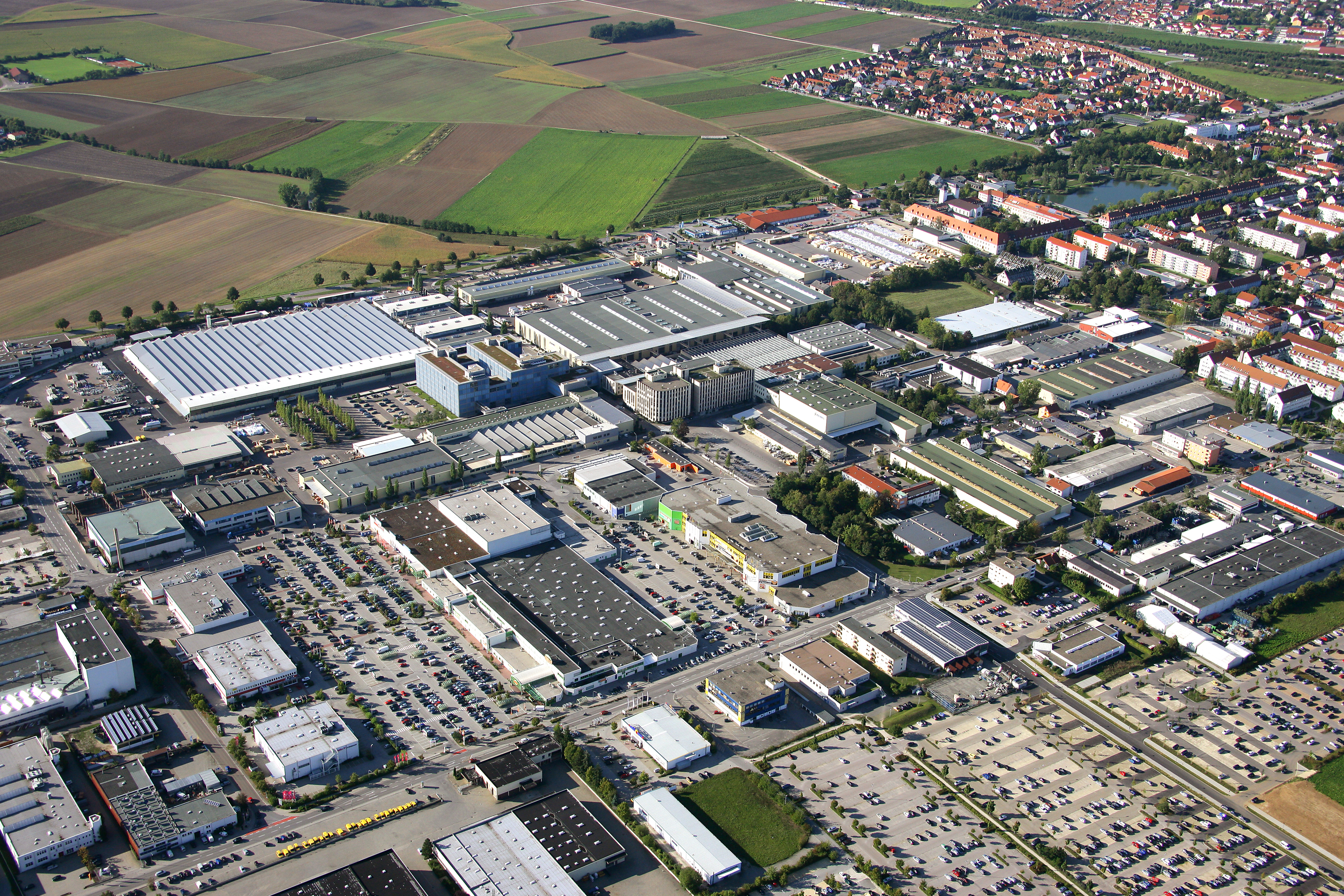
Locaux de Krones AG à Neutraubling, Allemagne

- La société KIC Krones (colles de technologie de pointe pour étiquettes et emballages en carton tout comme les fluides de production), à Neutraubling,
- la société KOSME S.R.L. (machines de soutirage et d'empaquetage pour les moyennes entreprises), à Roverbelle, en Italie couvrent des segments de marché supplémentaires pour tout ce qui concerne l'embouteillage de boissons[2],[3].

## Activité

### Technologie plastique
Les produits principaux de cette gamme sont les machines d’étirage-soufflage avec une capacité de production de 12 800 à 80 000 bouteilles PET par heure. Le système de recyclage du PET repose sur un processus de lavage des paillettes avec contrôle progressif de température et décontamination. 

### Technologies de conditionnement et emballage

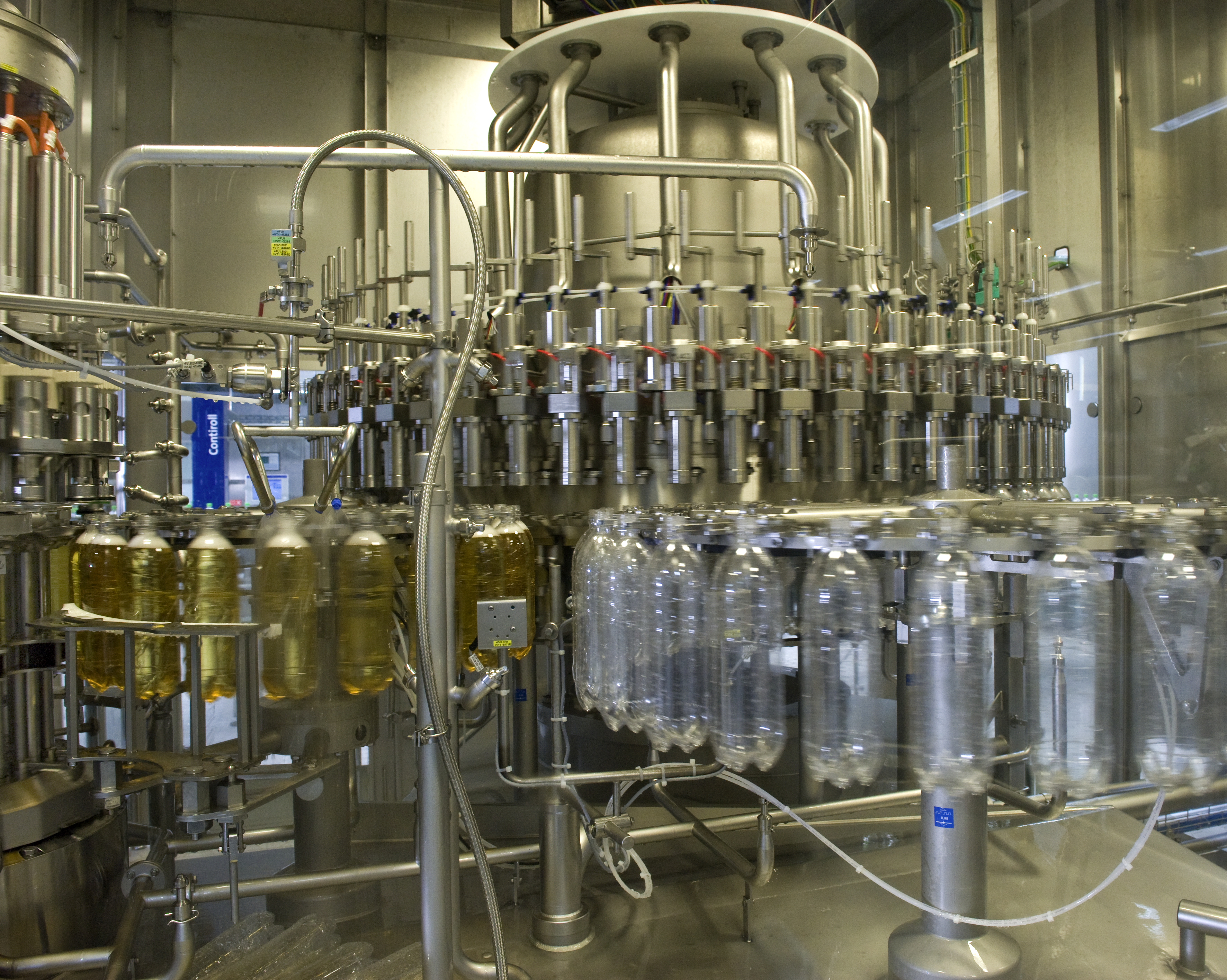
Ligne de remplissage pour bouteilles en PET

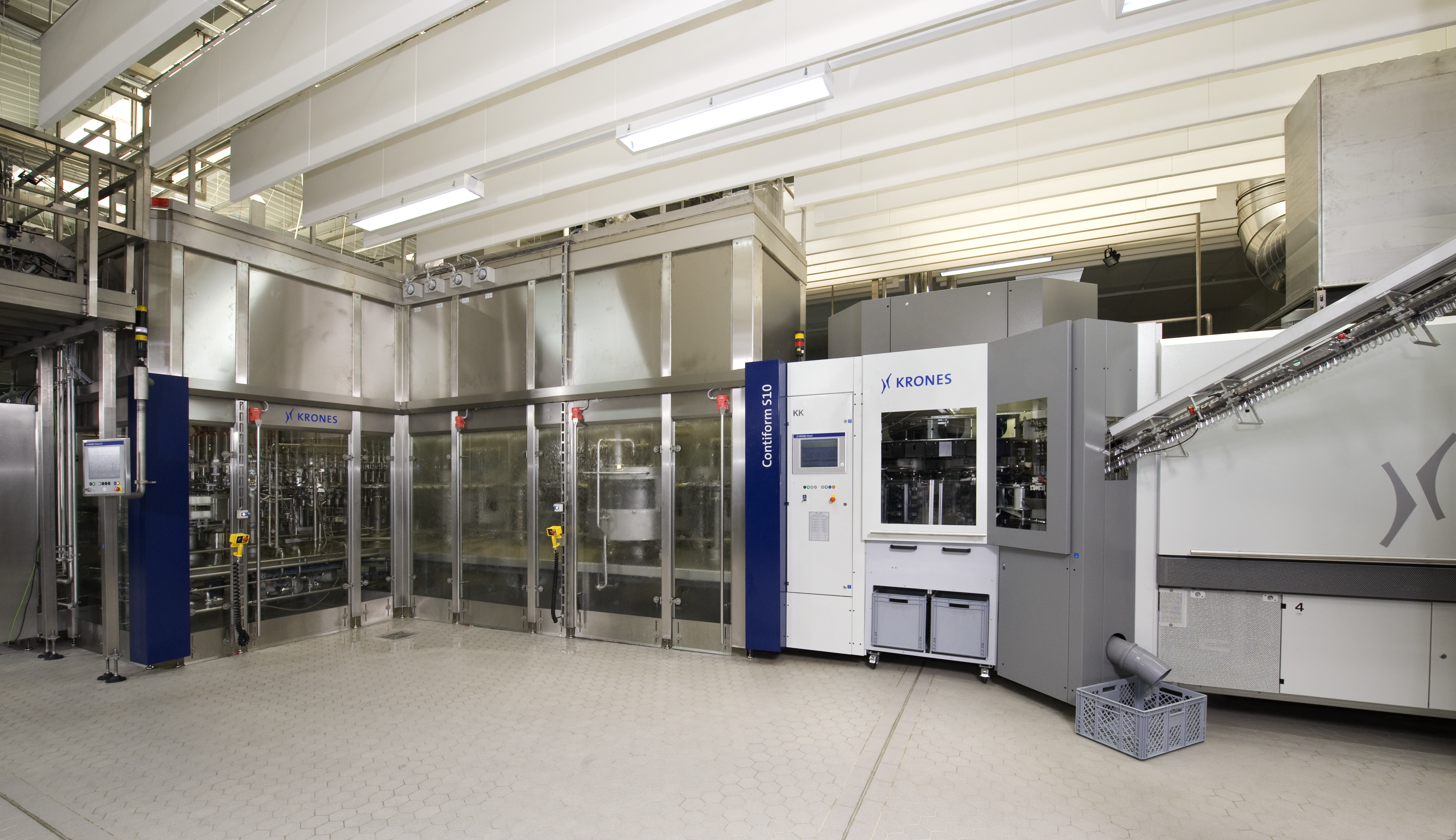
Une machine d'étirage-soufflage (à droite) et une machine de remplissage (à gauche) dans un alignement de bloc sans bandes transporteuses intermédiaires

L’attention est mise sur les lignes de machines de rinçage, remplissage et bouchage avec une notion de concentricité (concept rotatif). C'est là que l'entreprise se distingue de la construction en ligne, puisque seules les lignes rotatives sont adaptées pour des tâches à haute vitesse allant jusqu'à 72 000 bouteilles/heure, soit environ 120 000 cannettes/heure, y compris pour des systèmes de remplissage aseptique pour les boissons avec un pH élevé(>4,5). 
Pour la désinfection des conteneurs et des fermetures, du PES ou de l’H2O2 est utilisé. Les autres étapes dans la production de boissons, comme les machines à laver les bouteilles, d'inspection et de contrôle des bouteilles, ainsi que des machines pour l'étiquetage à colle froide ou chaude, ou étiquetage auto-adhésif, complètent les produits. Des machines d’emballage pour le conditionnement jetable ou réutilisable, le tri et le regroupement des produits ainsi que des systèmes de palettisation existent également.

### Processus

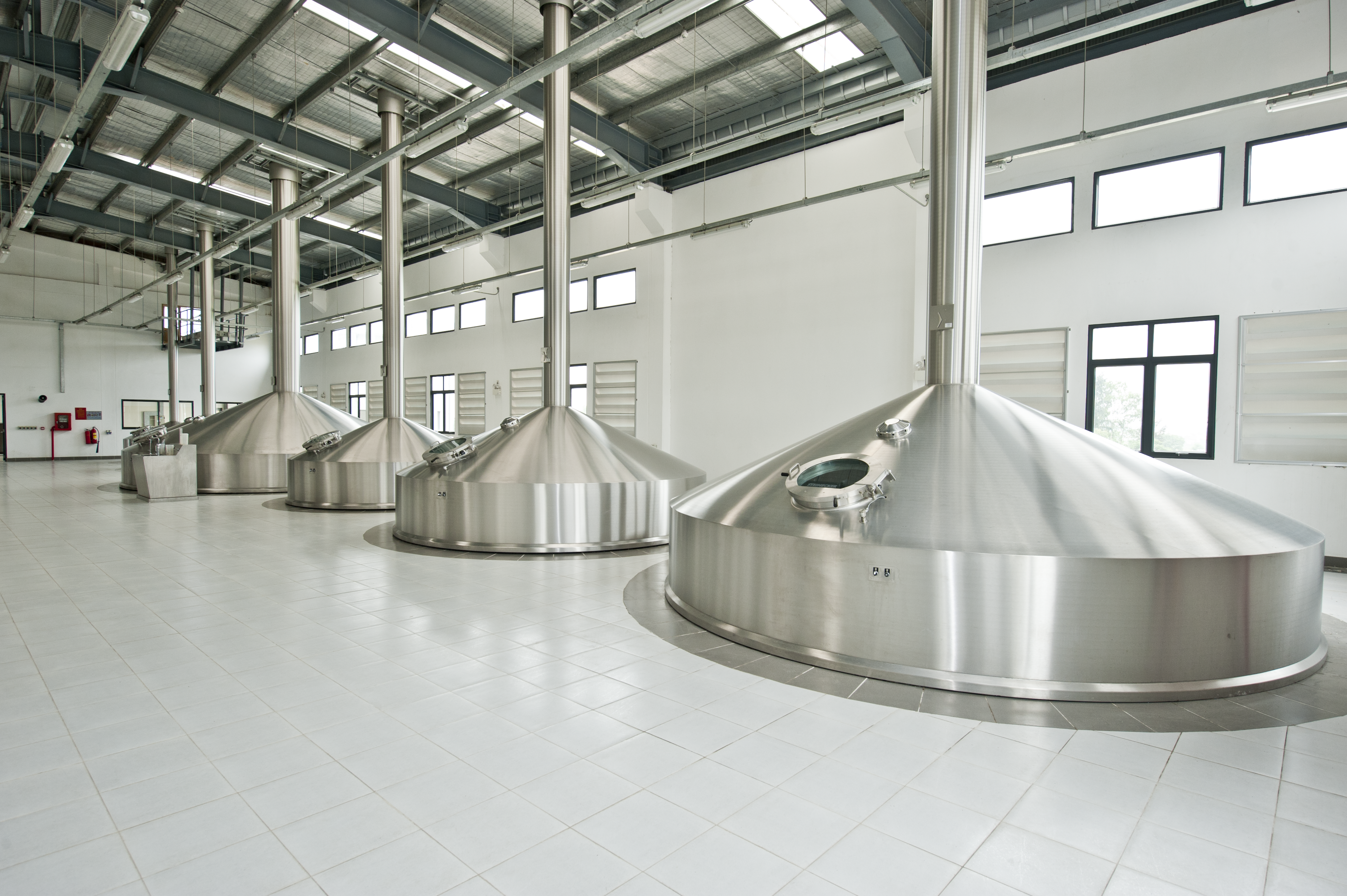
Usine de brassage

Krones AG équipe également les brasseries : salles de brassage, de fermentation, équipements divers, y compris les salle de stockage et les installations d’alimentation. Par ailleurs, la société fournit des zones où faire les sirops, les mélanges et tout l’équipement pour la carbonisation pour les usines de fabrication de boissons non-alcoolisées. Pour la préservation des boissons, les systèmes de chauffage UHT ou pasteurisation flash sont disponibles. 

### Solutions IT et systèmes de manutention
Le contrôle de processus de production et l'intégration des données de production dans les systèmes ERP (Enterprise Resource Planning) du client ainsi que d'autres produits intégraux de technologies de l'information complètent le produit. Pour la fourniture de matériaux en cours de production et la livraison, la société propose des systèmes logistiques pour les matières premières, matières auxiliaires ainsi que des produits finis. Différents systèmes peuvent être utilisés, entre autres, racks de stockage en bloc ou élevé, systèmes de prélèvement, chariots élévateurs et autres systèmes de gestion des zones de stockage. Des systèmes informatiques associés sont également en cours d'élaboration. Les activités intralogistiques de Krones seront à l'avenir concentrées dans la Syskron Holding GmbH.

### Ingénierie et logistique
Krones a créé ses propres systèmes logistiques afin de couvrir à la fois la production et la livraison. La planification est améliorée pendant les processus de chargement et de déchargement.

## Données chiffrées
Chiffre d'affaires par branches (2013) :
- Boissons alcoolisées 46,0 %
- Boissons non alcoolisées 45,6 %
- Produits alimentaires, substances chimiques, pharmaceutiques, produits cosmétiques 8,4 %

Direction : 
- Volker Kronseder, président